# Dom Oszackich przy Sukiennicach w Krakowie

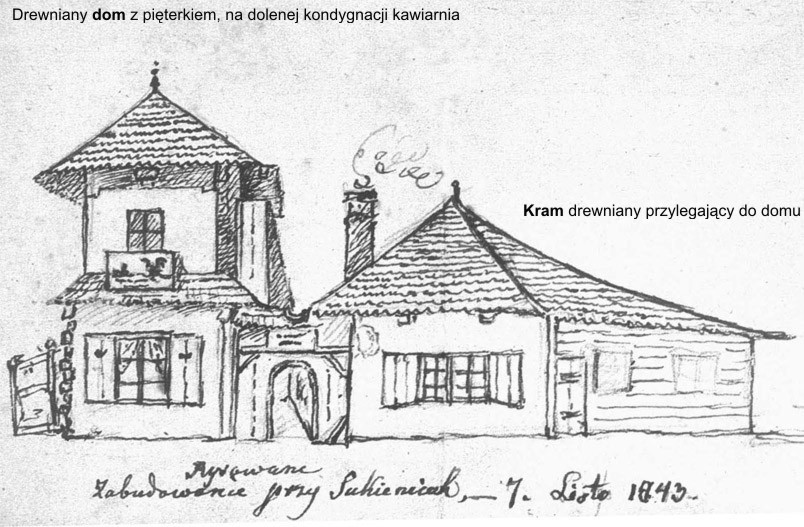
Dom Oszackich (rys. Józef Brodowski - 7 listopada 1843 r.)

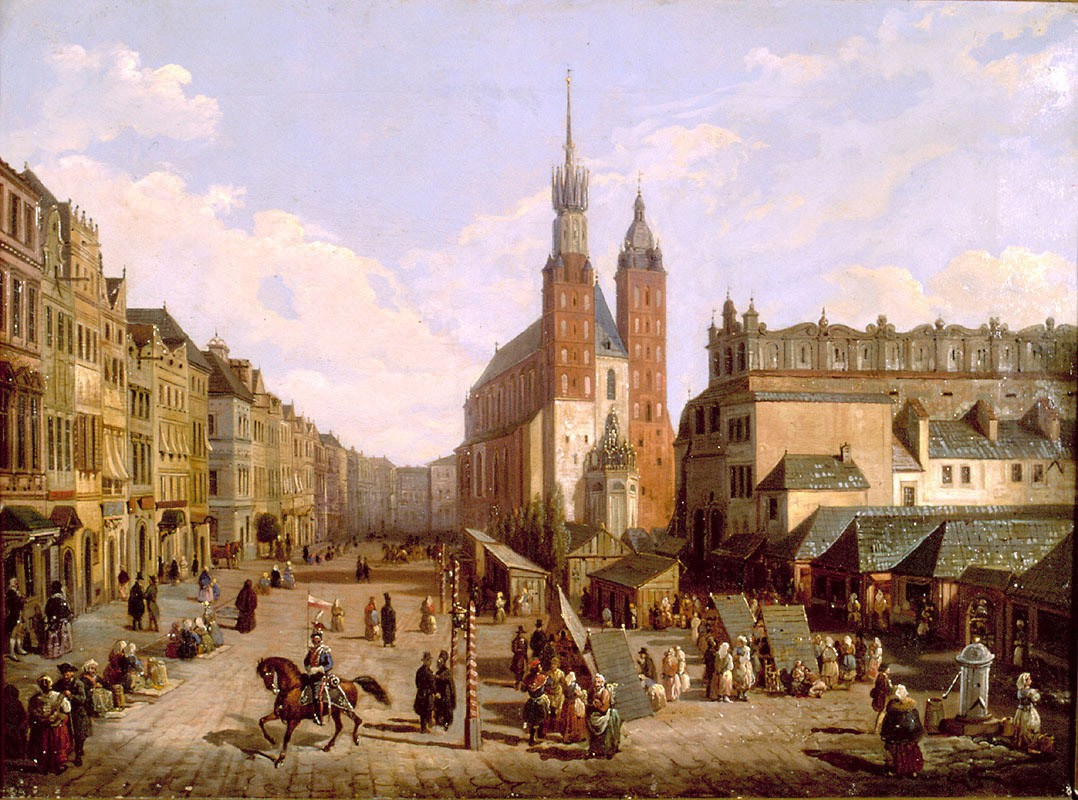
Kościół Mariacki i Sukiennice z Syndykówką i domem Oszackich z kramami (mal. Marcin Zaleski ok. 1836, ze zbiorów MHMK)

Dom Oszackich – drewniany mały dom z pięterkiem zlokalizowany na Rynku Głównym w Krakowie przy ówczesnym adresie Rynek 12, należący do rodziny Paździńskich, potem rodziny Oszackich (u schyłku do rodziny Małeckich). Wyburzony w 1854 roku.
Dom usytuowany był koło Sukiennic, niedaleko wylotu ul. św. Jana. Przylegał do Syndykówki, która z kolei przylegała do północno-zachodniego narożnika Sukiennic. Domek prawdopodobnie powstał na przełomie XVIII i XIX wieku (wiadomo, że od 1801 roku był własnością rodziny Paździńskich). W dolnej kondygnacji domu znajdowała się kawiarnia dla przekupek krakowskich. Przy domu znajdował się drewniany stragan nr 8 z piwnicą z małą studnią, z której wypływało źródło wody mineralnej (w dokumentach źródłowych określanej w tamtych czasach jako słona woda krakowska). Dom wraz z przyległym kramem wyburzono w maju 1854 roku.